# Giro del Friuli (femminile)
Il Giro del Friuli è stata una corsa in linea femminile di ciclismo su strada che si è tenuta in Italia nella regione del Friuli-Venezia Giulia dal 1987 al 2009.  

## Albo d'oro
| Anno | Vincitrice             | Seconda                | Terza                   |
| ---- | ---------------------- | ---------------------- | ----------------------- |
| 1987 | Maria Canins           |                        |                         |
| 1988 | Maria Paola Turcutto   |                        |                         |
| 1989 | Maria Canins           |                        |                         |
| 1990 | Roberta Bonanomi       |                        |                         |
| 1991 | Daniela Curlo          |                        |                         |
| 1992 | Alessandra Cappellotto |                        |                         |
| 1993 | Fabiana Luperini       | Alessandra Cappellotto | Maria Paola Turcutto    |
| 1994 | Michela Fanini         | Luisiana Pegoraro      | Cinzia Faccin           |
| 1995 | Nada Cristofoli        | Valeria Cappellotto    | Sigrid Corneo           |
| 1996 | Imelda Chiappa         | Nada Cristofoli        | Cinzia Faccin           |
| 1997 | Edita Pučinskaitė      | Roberta Bonanomi       | Tetjana Stjažkina       |
| 1998 | Gabriella Pregnolato   | Zinaida Stahurskaja    | Antonella Bellutti      |
| 1999 | Pia Sundstedt          | Gabriella Pregnolato   | Lucia Pizzolotto        |
| 2000 | Zinaida Stahurskaja    | Simona Parente         | Katia Longhin           |
| 2001 | Arenda Grimberg        | Zinaida Stahurskaja    | Lara Ruthven            |
| 2002 | Zinaida Stahurskaja    | Rosalisa Lapomarda     | Jolanta Polikeviciute   |
| 2003 | Zinaida Stahurskaja    | Edita Pučinskaitė      | Oenone Wood             |
| 2004 | Nicole Brändli         | Valentina Polkhanova   | Svetlana Bubnenkova     |
| 2005 | Giorgia Bronzini       | Monia Baccaille        | Katia Longhin           |
| 2006 | Fabiana Luperini       | Ol'ga Sljusareva       | Karin Aune              |
| 2007 | Martina Corazza        | Giorgia Bronzini       | Mette Fischer Andreasen |
| 2009 | Tatiana Guderzo        | Ruth Corset            | Fabiana Luperini        |